# Lijst van nummer 1-hits in Australië in 1992
Deze hits stonden in 1992 op nummer 1 in de ARIA Charts, de bekendste hitlijst in Australië.
| Datum        | Artiest                         | Titel                                  |
| ------------ | ------------------------------- | -------------------------------------- |
| 5 januari    | Geen lijst verschenen           | Geen lijst verschenen                  |
| 12 januari   | Michael Jackson                 | Black or White                         |
| 19 januari   | Michael Jackson                 | Black or White                         |
| 26 januari   | Salt-N-Pepa                     | Let's Talk About Sex                   |
| 2 februari   | Salt-N-Pepa                     | Let's Talk About Sex                   |
| 9 februari   | Salt-N-Pepa                     | Let's Talk About Sex                   |
| 16 februari  | Salt-N-Pepa                     | Let's Talk About Sex                   |
| 23 februari  | Euphoria                        | Love You Right                         |
| 1 maart      | Euphoria                        | Love You Right                         |
| 8 maart      | Julian Lennon                   | Saltwater                              |
| 15 maart     | Julian Lennon                   | Saltwater                              |
| 22 maart     | Julian Lennon                   | Saltwater                              |
| 29 maart     | Julian Lennon                   | Saltwater                              |
| 5 april      | The 12th Man & MCG Hammer       | Marvellous!                            |
| 12 april     | The 12th Man & MCG Hammer       | Marvellous!                            |
| 19 april     | Red Hot Chili Peppers           | Under the Bridge                       |
| 26 april     | Red Hot Chili Peppers           | Under the Bridge                       |
| 3 mei        | Red Hot Chili Peppers           | Under the Bridge                       |
| 10 mei       | Red Hot Chili Peppers           | Under the Bridge                       |
| 17 mei       | Mr. Big                         | To Be with You                         |
| 24 mei       | Mr. Big                         | To Be with You                         |
| 31 mei       | Mr. Big                         | To Be with You                         |
| 7 juni       | Euphoria                        | One in a Million                       |
| 14 juni      | Girlfriend                      | Take It from Me                        |
| 21 juni      | Girlfriend                      | Take It from Me                        |
| 28 juni      | Kris Kross                      | Jump                                   |
| 5 juli       | Kris Kross                      | Jump                                   |
| 12 juli      | Kris Kross                      | Jump                                   |
| 19 juli      | Vanessa Williams                | Save the Best for Last                 |
| 26 juli      | Richard Marx                    | Hazard                                 |
| 2 augustus   | Richard Marx                    | Hazard                                 |
| 9 augustus   | Richard Marx                    | Hazard                                 |
| 16 augustus  | José Carreras & Sarah Brightman | Amigos para siempre (Friends for Life) |
| 23 augustus  | José Carreras & Sarah Brightman | Amigos para siempre (Friends for Life) |
| 30 augustus  | José Carreras & Sarah Brightman | Amigos para siempre (Friends for Life) |
| 6 september  | José Carreras & Sarah Brightman | Amigos para siempre (Friends for Life) |
| 13 september | José Carreras & Sarah Brightman | Amigos para siempre (Friends for Life) |
| 20 september | José Carreras & Sarah Brightman | Amigos para siempre (Friends for Life) |
| 27 september | Bobby Brown                     | Humpin' Around                         |
| 4 oktober    | Billy Ray Cyrus                 | Achy Breaky Heart                      |
| 11 oktober   | Billy Ray Cyrus                 | Achy Breaky Heart                      |
| 18 oktober   | Billy Ray Cyrus                 | Achy Breaky Heart                      |
| 25 oktober   | Billy Ray Cyrus                 | Achy Breaky Heart                      |
| 1 november   | Billy Ray Cyrus                 | Achy Breaky Heart                      |
| 8 november   | Billy Ray Cyrus                 | Achy Breaky Heart                      |
| 15 november  | Billy Ray Cyrus                 | Achy Breaky Heart                      |
| 22 november  | Boyz II Men                     | End of the Road                        |
| 29 november  | Boyz II Men                     | End of the Road                        |
| 6 december   | Boyz II Men                     | End of the Road                        |
| 13 december  | Boyz II Men                     | End of the Road                        |
| 20 december  | Whitney Houston                 | I Will Always Love You                 |
| 27 december  | Geen lijst verschenen           | Geen lijst verschenen                  |